# Албрехт I фон Кефернбург
Албрехт I фон Кефернбург (на немски: Albrecht I (Albert I) von Käfernburg; * ок. 1170; † 15 октомври 1232, Чивидале дел Фриули) от графската фамилия Кефернбург, е 18. архиепископ на Магдебург през 1205 – 1232 г.

## Биография
Той е големият син на граф Гюнтер II фон Шварцбург–Кефернбург († 1197) и първата му съпруга Гертруд фон Ветин († пр. 1180), дъщеря на маркграф Конрад I от Майсен. Брат е на Хайнрих II фон Шварцбург († 1236) и на Гюнтер III фон Кефернбург († ок. 1221).
Албрехт учи в катедралното училище на Хилдесхайм и следва в Париж и Болоня. Той се присъединява към крал Филип Швабски и през 1205 г. е избран от партията на Хоенщауфените за архиепископ на Магдебург и в края на 1206 г. е помазан от папата.
Албрехт строи отново изгорялата катедрала на Магдебург на 20 април 1207 г. Той е първият, който импортира готическия стил от Франция.
През 1209 г. Албрехт придружава Ото IV до Италия. През 1222 г. придружава император Фридрих II в Италия и е номиниран на граф на Романя и заместник на императора в Горна Италия. Албрехт след това голяма част от живота си е в Италия и се грижи особено да запази мира между императора и папата.
Погребан е през 1233 г. в катедралата на Магдебург.